# Riedenburg (Bad Füssing)

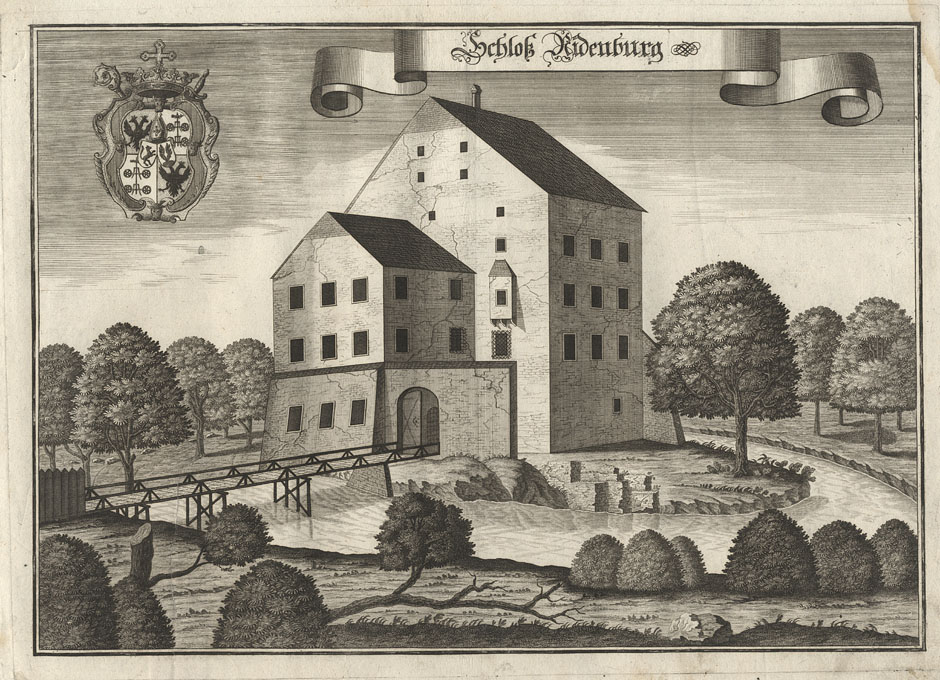
Das zweite Schloss Riedenburg (1685 abgebrannt), Kupferstich von Michael Wening

Riedenburg ist ein Ortsteil der niederbayerischen Gemeinde Bad Füssing im Landkreis Passau.

## Geographie
Das Dorf liegt nur wenige hundert Meter südöstlich des Gemeindehauptorts am Kößlarner Bach.

## Geschichte
Bis 1803 gehörte der Ort zur Herrschaft Riedenburg, deren Sitz bis 1480 das im Ort befindliche Schloss Riedenburg war. Danach fiel der Ort an die Gemeinde Safferstetten, die am 1. April 1971 in der Gemeinde Bad Füssing aufging.